# Roberto Chiappa
Roberto Chiappa (Terni, 11 settembre 1973) è un ex pistard italiano.
cresciuto a Casteltodino (TR). Professionista dal 1992, nel 1993 fu campione del mondo nel tandem con Federico Paris.

## Carriera
Chiappa ha vinto 49 titoli italiani tra velocità, velocità a squadre, keirin e tandem. Ha ottenuto anche piazzamenti di livello internazionale, con il titolo mondiale della velocità da juniores nel 1991, la vittoria mondiale della velocità su tandem a livello open nel 1993, il quarto posto ai Giochi della XXV Olimpiade di Barcellona nel 1992 sempre nella velocità. Dal 1993 passò professionista.
Vinse 21 prove di coppa del mondo, fu primatista mondiale sui 200 metri lanciati juniores (10"274) e campione del mondo militare nella velocità nel 1997.
Vinse 18 volte il campionato italiano di velocità su pista professionisti, spodestando Antonio Maspes, fermo a 13 titoli. Partecipò a 56 Sei giorni, ai XI Giochi del Mediterraneo di Atene, ai Goodwill Games 1990 a Seattle e a quattro edizioni dei Giochi Olimpici. Tra il 1990 e il 2008 prese parte a 17 edizioni dei campionati del mondo e nel 2011 ai campionati del mondo di paraciclismo, come guida nel tandem.
Detiene il record italiano juniores nei 200 metri lanciati (10"274), ottenuto nel 1991 in Colorado, e il record italiano nella velocità olimpica, ottenuto in Coppa del mondo a Hyeres (45"44) con Gollinelli e Paris nel 1993.
Detenne la migliore prestazione italiana sui 200 metri lanciati (9"94), ottenuta in Coppa del mondo a Colorado nel 1994 fino al 23 maggio 2021,quando Francesco Ceci fermò il cronometro a 9"928.
Rimangono ancora insuperate le prestazioni sui 200 metri lanciati nella categoria esordienti (11"45) e allievi (11"01) ed il record di imbattibilità ai campionati italiani di velocità, vinti dal 1987 al 2010, con l'eccezione del 1996 quando non partecipò.

## Palmarès
- 1991

Campionati del mondo, velocità juniores
- 1992

Campionati italiani, velocità
- 1993

Campionati del mondo, tandem
DBC's Grand Prix Open, velocità (Copenaghen)
Campionati italiani, velocità
- 1994

Campionati italiani, velocità
- 1995

Campionati italiani, velocità
- 1996

Campionati italiani, velocità
- 1997

Campionati del mondo militari, velocità
Campionati italiani, velocità
- 1998

4ª prova Coppa del mondo, keirin (Hyères)
Campionati italiani, velocità
- 1999

1ª prova Coppa del mondo, keirin (Città del Messico)
4ª prova Coppa del mondo, velocità (Fiorenzuola d'Arda)
Classifica generale Coppa del mondo, keirin
Campionati italiani, velocità
- 2000

1ª prova Coppa del mondo, keirin (Città del Messico)
Classifica generale Coppa del mondo, keirin
Campionati italiani, velocità
- 2001

2ª prova Coppa del mondo, velocità (Stettino)
4ª prova Coppa del mondo, velocità (Città del Messico)
Classifica generale Coppa del mondo, velocità
Campionati italiani, velocità
- 2002

Campionati italiani, velocità
- 2003

Campionati italiani, velocità
- 2004

Campionati italiani, keirin
Campionati italiani, velocità
- 2005

Campionati italiani, keirin
Campionati italiani, velocità
- 2006

Campionati italiani, keirin
Campionati italiani, velocità
Campionati italiani, velocità a squadre
- 2007

Campionati italiani, keirin
Campionati italiani, velocità
Campionati italiani, velocità a squadre
prova International Sprint Grand Prix (Trexlertown)
prova Air Products Finals Keirin (Trexlertown)
- 2008

Campionati italiani, keirin
Campionati italiani, velocità
Campionati italiani, velocità a squadre
3ª prova Coppa del mondo, velocità (Los Angeles)
prova International Keirin Cup (Trexlertown)
- 2009

Campionati italiani, keirin
Campionati italiani, velocità
- 2010

Campionati italiani, velocità
Campionati italiani, velocità a squadre

## Piazzamenti

### Competizioni mondiali
- Campionati del mondo

Middlesbrough 1990 - Velocità juniores: 3º
Colorado 1991 - Velocità juniores: vincitore
Hamar 1993 - Tandem: vincitore
Palermo 1994 - Velocità: 7º
Palermo 1994 - Tandem: 3º
Manchester 1996 - Velocità: 4º
Perth 1997 - Keirin: 5º
Berlino 1999 - Velocità: 10º
Berlino 1999 - Keirin: 5º
Anversa 2001 - Keirin: 7º
Bordeaux 2006 - Keirin: 7º
Bordeaux 2006 - Velocità: 7º
Palma di Maiorca 2007 - Keirin: ripescaggi
Palma di Maiorca 2007 - Velocità: 7º
Manchester 2008 - Velocità: 4º
- Giochi olimpici

Barcellona 1992 - Velocità: 4º
Atlanta 1996 - Velocità: ottavi di finale
Sydney 2000 - Keirin: semifinali
Pechino 2008 - Keirin: 10º
Pechino 2008 - Velocità: 25º

## Riconoscimenti
- Medaglia d'Oro al Valore Atletico nel 1993